# Шапел Балу
Шапел Балу (фр. Chapelle-Baloue) насеље је и општина у централној Француској у региону Лимузен, у департману Крез која припада префектури Гере.
По подацима из 2011. године у општини је живело 131 становника, а густина насељености је износила 15,09 становника/km². Општина се простире на површини од 8,68 km². Налази се на средњој надморској висини од 302 метара (максималној 381 m, а минималној 261 m).

## Демографија
| 1962. | 1968. | 1975. | 1982. | 1990. | 1999. | 2011. |
| ----- | ----- | ----- | ----- | ----- | ----- | ----- |
| 236   | 264   | 228   | 197   | 151   | 143   | 131   |

График промене броја становника у току последњих година